# Ragazzi (fumetto)
Ragazzi (Young Pillars, Youth o anche Teen Nuts) è una striscia a fumetti scritta e illustrata da Charles M. Schulz, pubblicata dal 1º gennaio 1965 al 1965 per la rivista Youth della Chiesa di Dio di Anderson (Indiana).
I protagonisti delle strisce, di una sola vignetta l'una e per la maggior parte di tema religioso, sono degli adolescenti (in particolare Harold).

## Storia editoriale
Le strisce vennero pubblicate sulla rivista Youth dalla Gospel Trumpet Company, poi divenuta Warner Press. Successivamente vennero ristampate di frequente, anche su periodici (a volte con il titolo di Teen Nuts), talvolta con didascalie modificate.
Dopo il grande successo della sua striscia Peanuts Schulz non riuscì più a continuare Young Pillars, interrompendone la realizzazione nel 1965. Ha poi realizzato cinque vignette simili sulla rivista Reach nel 1969.
In Italia le vignette sono state pubblicate a dicembre 2009 dalla casa editrice Comma 22 in un volume brossurato, ristampa del volume della About Comics che raccoglieva, oltre a tutte le vignette della serie, anche le illustrazioni per la 22ª convention dell'International Youth Fellowship, le cinque vignette apparse su Reach e le vignette di Two-by-Fours uscite nel 1965.

### Pubblicazioni in volume
- Warner Press
  - Young Pillars
  - "Teen Ager" Is Not a Disease
  - What Was Bugging Ol' Pharaoh
  - I Take My Religion Seriously (1980, contiene alcune vignette dei primi 3 volumi più altre inedite)
- Bantam Books
  - Teen-agers Unite (alcune vignette)
- About Comics:
  - Schulz's Youth (raccolta completa, oltre alle illustrazioni per la 22ª convention dell'International Youth Fellowship, le vignette di Reach e Two-by-Fours)